# 章江曉渡

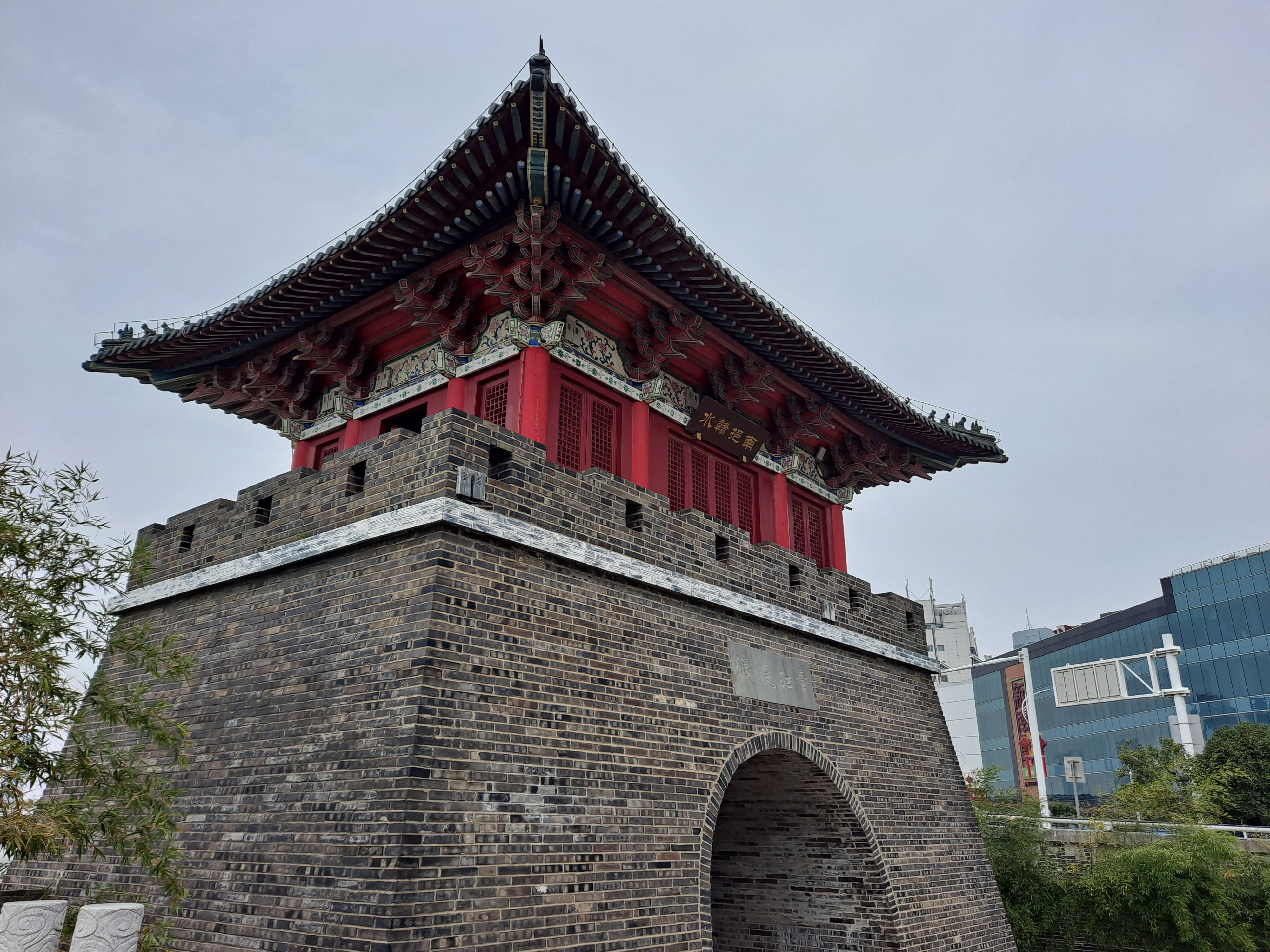
章江晓渡

章江曉渡位於南昌滕王閣的北部，八一大橋的橋頭。贛江渡口始建于晉朝，清·道光年間（1821年）正式辟為官渡，是舊時南昌、新建之間的主要渡口。